# Кучерявець багатостеблий
Кучеря́вець багатосте́блий, тринія багатостеблова (Trinia multicaulis) — вид рослин з родини окружкових, поширений у Румунії, Молдові, Україні, Росії.

## Опис
Багаторічна рослина висотою 20–50 см. Кінцеві сегменти пластинки листів 3–7 см завдовжки і 0.2–0.5 мм шириною, на краях часто загорнуті та слабо-шорсткі. Плоди яйцеподібні, 2.5–3(4) мм довжиною, з товстими, сильно розвиненими ребрами і відігнутими стилодіями1. 

## Поширення
Поширений у Румунії, Молдові, Україні, Росії.
В Україні зростає на степах, схилах, відслоненнях різних порід — у Лісостепу та Степу.